# Baltasar Münter
Baltasar Münter (ur. 24 marca 1735 w Lubece, zm. 5 października 1793  w Kopenhadze) – duński pastor.
Baltasar Münter podawał się za tego, który jakoby nawrócił ministra duńskiego Johanna Friedricha Struenseego - zapamiętałego libertyna i ateistę, w chwilę przez jego egzekucją. 
Później ogłosił książkę pt. Historia nawrócenia Struenseego, która stała się słynna w całej Europie. Czytał ją i chwalił m.in. Goethe.